# Harri Olli
Harri Juhani Olli (* 15. Januar 1985 in Rovaniemi) ist ein ehemaliger finnischer Skispringer. Er startete zuletzt für den Verein seiner Geburtsstadt, den Ounasvaara Ski Club.

## Werdegang
Harri Olli hatte seine ersten internationalen Auftritte in der Saison 2001/02. Er debütierte am 15. Dezember 2001 mit einem 31. Platz im Continental Cup in Lahti. Im Januar 2002 wurde er bei der Junioren-Weltmeisterschaft in Schonach im Schwarzwald Weltmeister mit dem Team.
Am 29. November 2002 debütierte der Finne im Skisprung-Weltcup beim Wettkampf im finnischen Kuusamo. Knapp ein Jahr später, am 28. November 2003, holte er an derselben Stelle mit einem 25. Platz seine ersten Weltcuppunkte. Bei der Junioren-Weltmeisterschaft 2003 im schwedischen Sollefteå wurde er Bronzemedaillengewinner mit der Mannschaft, im Einzel wurde er Elfter.
Ab der Saison 2005/06 wurde er regelmäßig im Weltcup eingesetzt, startete zwischendurch jedoch auch immer wieder im Continental Cup, wo er in der besagten Saison drei seiner insgesamt vier Siege in dieser Wettkampfklasse herausspringen konnte. Es war auch die Saison seiner ersten Vierschanzentourneeteilnahme, wo er sich für zwei der vier Wettkämpfe qualifizierte.
In der Saison 2006/07 qualifizierte sich der Finne für alle vier Wettkämpfe bei der Vierschanzentournee. Er feierte seinen ersten größeren Erfolg, als er bei den Nordischen Skiweltmeisterschaften 2007 in Sapporo die Silbermedaille im Einzelwettkampf von der Großschanze errang und sich nur um 0,2 Punkte dem Schweizer Simon Ammann geschlagen geben musste. Mit dem Team errang er den vierten Platz und im Einzelwettbewerb von der Normalschanze belegte er den 31. Platz.
Bei der Skiflug-Weltmeisterschaft 2008 auf der Heini-Klopfer-Skiflugschanze in Oberstdorf gewann er mit der finnischen Mannschaft die Silbermedaille im Teamwettbewerb. Im Einzelspringen kam er auf den sechsten Platz. Wegen groben Fehlverhaltens während dieser Veranstaltung, wobei auch Alkohol im Spiel war, wurde er bis zum Saisonende suspendiert.
Beim Sommer Grand Prix 2008 durfte er erstmals wieder für die finnische Nationalmannschaft starten. Hier konnte er das Springen in Courchevel gewinnen sowie einen dritten Platz in Pragelato erreichen. Nach diesem Springen wurde er jedoch abermals suspendiert, nachdem er zuvor in Einsiedeln erneut auffällig geworden war.
In Absprache mit dem neuen Cheftrainer Janne Väätäinen trainierte Harri Olli während seiner Suspendierung zuhause in Rovaniemi. Bei der finnischen Meisterschaft 2008 erreichte er einen dritten Platz, was Väätäinen dazu bewog, Olli unter Auflagen für den Auftakt der Saison 2008/2009 zu nominieren.
Die Saison 2008/09 war bisher die erfolgreichste des Finnen. Er holte beim Neujahrsspringen in Garmisch-Partenkirchen mit Rang 3 seinen ersten Weltcup-Podestplatz im Einzel. Mit der Mannschaft gewann er die Teamwettkämpfe von der Großschanze in Kuusamo und der Flugschanze in Oberstdorf. Dort gewann er am 14. Februar 2009 auch seinen ersten Einzelwettkampf im Weltcup, wobei er im ersten Durchgang mit einer Weite von 225,5 Metern den vorherigen Schanzenrekord des Norwegers Roar Ljøkelsøy um zweieinhalb Meter verbesserte. Bei den Nordischen Skiweltmeisterschaften 2009 im tschechischen Liberec wurde er mit der finnischen Mannschaft Sechster und belegte in den Einzelwettbewerben die Ränge 13 (Normalschanze) und 21 (Großschanze).
Bei den Olympischen Winterspielen 2010 im kanadischen Vancouver wurde er mit der Mannschaft Vierter und im Einzelwettbewerb von der Großschanze 18., nachdem er von der Normalschanze disqualifiziert worden war. Anschließend gewann er bei der Skiflug-Weltmeisterschaft 2010 im tschechischen Harrachov mit der finnischen Mannschaft die Bronzemedaille und wurde im Einzelwettbewerb Elfter.
Die Saison 2010/11 eröffnete der Finne mit einer groben Unsportlichkeit. Beim Springen in Kuusamo erhob er nach der missglückten Qualifikation für das Springen den Mittelfinger in Richtung Jury am Schanzenturm, weil er seiner Meinung nach bei sehr schlechten Bedingungen hatte springen müssen. Er wurde von der FIS für ein Springen gesperrt. Kurz darauf gab der Nationaltrainer Pekka Niemelä bekannt, dass Harri Olli bis auf weiteres aus dem finnischen Weltcupteam ausgeschlossen wurde. Wenige Tage später beendete auch sein langjähriger persönlicher Trainer, Kimmo Kykkänen, die Zusammenarbeit mit Olli, da er „als sein Trainer nichts am Charakter des Springers ändern könne“.
Obwohl er dadurch suspendiert war, sprang er am 27. und 28. Dezember 2010 im Continental Cup von Engelberg. Im ersten Springen wurde er disqualifiziert, im zweiten Springen wurde er Vierzehnter. Bei den Springen am 15. und 16. Januar 2011 in Sapporo durfte er auch wieder im Weltcupteam antreten. Beim ersten Springen erreichte er den zweiten Durchgang und wurde 30., beim zweiten Springen schied er im ersten Durchgang aus. Danach gab Olli bekannt, seine Karriere sofort beenden zu wollen.
Am 19. April 2012 wurde bekannt, dass Olli ein Comeback plane. Demnach trainiere er wieder aktiv und kehre möglicherweise bereits im Sommer auf die internationale Skisprungbühne zurück. Seinen ersten Auftritt hatte er bei den finnischen Sommermeisterschaften im September 2012 in Lahti, wo er von der Großschanze den zehnten Platz belegte und mit der Mannschaft von Lahden Hiihtoseura im Mannschaftswettbewerb die Bronzemedaille gewann.
Ende März 2013 teilte Olli mit, seinen Comebackversuch wieder aufzunehmen, da er bei den Olympischen Winterspielen 2014 in Sotschi starten möchte. Wenig später wurde bekannt, dass der ehemalige finnische Skispringer Matti Nykänen ihn trainieren wird. Wenige Monate später belegte Olli bei einem nationalen Wettkampf in Rovaniemi den 20. Platz. Am 21. Dezember 2013 bestritt Olli in Lahti seinen ersten Wettkampf seit über zwei Jahren im Continental Cup. Dort verpasste er den zweiten Durchgang, nachdem er im ersten Durchgang auf den 36. Platz gesprungen war.
Am 28. November 2014 bestritt Olli seinen ersten Weltcupwettkampf seit fast 4 Jahren in Kuusamo. Im ersten Durchgang schied er als 45. aus. Insgesamt qualifizierte er sich in der Saison 2014/15 im Weltcup zu fünf Einzelspringen. Beim Skifliegen in Vikersund erreichte er als 30. einen Weltcup-Punkt.
Bei den finnischen Meisterschaften 2015 kam Olli auf Platz 15. Trotzdem wurde er für die Weltmeisterschaften 2015 im schwedischen Falun nominiert, dort aber nur beim Einzelwettkampf von der Großschanze eingesetzt, in dem er als 43. des ersten Durchgangs ausschied. Ein Jahr später nahm er an der Skiflug-Weltmeisterschaft 2016 im österreichischen Bad Mitterndorf teil, wo er mit der finnischen Mannschaft Siebter und im Einzelwettbewerb 35. wurde.
In der Saison 2017/2018 sprang er bei den finnischen Meisterschaften am 22. Oktober 2017 in Lahti mit 117,5 und 113 m auf den 9. Platz.

## Erfolge

### Weltcupsiege im Einzel
| Nr. | Datum            | Ort         | Typ         |
| --- | ---------------- | ----------- | ----------- |
| 1.  | 14. Februar 2009 | Oberstdorf  | Flugschanze |
| 2.  | 13. März 2009    | Lillehammer | Großschanze |
| 3.  | 22. März 2009    | Planica     | Flugschanze |

### Weltcupsiege im Team
| Nr. | Datum             | Ort        | Typ         |
| --- | ----------------- | ---------- | ----------- |
| 1.  | 29. November 2008 | Kuusamo    | Großschanze |
| 2.  | 15. Februar 2009  | Oberstdorf | Flugschanze |

### Grand-Prix-Siege im Einzel
| Nr. | Datum          | Ort        | Typ         |
| --- | -------------- | ---------- | ----------- |
| 1.  | 3. August 2008 | Courchevel | Großschanze |

## Statistik

### Weltcup-Platzierungen
| Saison  | Platz | Punkte |
| ------- | ----- | ------ |
| 2003/04 | 70.   | 006    |
| 2005/06 | 36.   | 090    |
| 2006/07 | 28.   | 176    |
| 2007/08 | 26.   | 210    |
| 2008/09 | 04.   | 974    |
| 2009/10 | 14.   | 367    |
| 2010/11 | 82.   | 001    |
| 2014/15 | 85.   | 001    |

### Grand-Prix-Platzierungen
| Saison | Platz | Punkte |
| ------ | ----- | ------ |
| 2006   | 33.   | 074    |
| 2007   | 16.   | 132    |
| 2008   | 11.   | 172    |
| 2009   | 06.   | 275    |
| 2010   | 11.   | 160    |
| 2015   | 39.   | 061    |

### Schanzenrekorde
| Ort        | Land        | Weite               | aufgestellt am   | Rekord bis       |
| ---------- | ----------- | ------------------- | ---------------- | ---------------- |
| Oberstdorf | Deutschland | 225,5 m (HS: 213 m) | 14. Februar 2009 | 4. Februar 2017  |
| Liberec    | Tschechien  | 104,5 m (HS: 100 m) | 21. Februar 2009 | aktuell          |
| Vikersund  | Norwegen    | 219,0 m (HS: 207 m) | 14. März 2009    | 10. Februar 2011 |

## Privates
Neben dem Sport studierte Harri Olli Mathematik an der Universität von Rovaniemi. Seit Anfang des Jahres 2009 ist er mit Carolina verlobt, mit der er nach Lahti umgezogen ist.
Abseits der Schanze machte der Finne immer wieder durch Eskapaden auf sich aufmerksam, was ihm in den Medien schon den Ruf eines neuen Matti Nykänen einbrachte. Nach seinen Auffälligkeiten im Rahmen der Skiflug-Weltmeisterschaften 2008, als er in der Nacht zwischen dem Einzel- und dem Teamwettkampf dem Mannschaftshotel fernblieb und bei seiner Rückkehr am Morgen, unter Alkoholeinfluss stehend, Mannschaftsbetreuer Janne Marvaila beschimpfte, wurde er im Juni 2008 erneut auffällig, als er mit dem Auto in einer Zone mit einer erlaubten Höchstgeschwindigkeit von 80 km/h mit 141 km/h und 0,65 Promille Alkohol geblitzt wurde. Anders als zuvor hatte dies jedoch zuerst einmal keine sportlichen Konsequenzen.
Vor Beginn der Saison 2009/10 wurde Harri Olli erneut im Zusammenhang mit Alkohol auffällig, als es in einer Bar in Lahti zwischen ihm und seiner Verlobten zu einer handgreiflichen Auseinandersetzung kam.
Ende August 2012 wurde Olli zu einer 30-tägigen Bewährungsstrafe verurteilt, nachdem er eine Frau körperlich attackiert hatte. Für Aufregung sorgte beim Gerichtstermin auch das Auftreten Ollis, der verschiedenen beteiligten Personen mit teils heftigen Beleidigungen entgegentrat.
Anfang Januar 2013 wurde Olli wegen Körperverletzung und Fahrens unter Alkoholeinfluss zu einer Gefängnisstrafe von viereinhalb Monaten verurteilt, welche er auch ersatzweise gegen eine Ableistung von 130 Tagen Sozialdienst verbüßen kann.
Kurz vor der anstehenden Saison 2016/17 wurde Olli aus der finnischen Nationalmannschaft geworfen, da er in einem Werbevideo eines ausländischen Wettanbieters aufgetreten war, welches ein konkurrierendes Unternehmen eines der Hauptsponsoren der finnischen Skispringer ist. Die Vorwürfe wurden von dem 31-Jährigen auf einer Pressekonferenz abgestritten, da es sich nach seinen Aussagen nicht um ein Werbevideo, sondern um ein Reality-Fernsehformat handelte. Bei einer bevorstehenden Auflösung seines Vertrages durch den finnischen Skiverband kündigte Olli rechtliche Schritte an.
Im Jahr 2022 fiel er in soziale Ungnade, als er erst Vladimir Putin und dessen Überfall auf die Ukraine unterstützte und außerdem seine Ex-Frau und einen anderen Mann tätlich angriff. Das Opfer des Angriffs musste ins Krankenhaus, während Harri Olli sich im Jahr 2023 vor Gericht verantworten muss.